# Albulapass
Der Albulapass (rätoromanisch Pass d’Alvraⓘ) ist ein 2312 m ü. M. hoher Gebirgsübergang in den Albula-Alpen im Schweizer Kanton Graubünden.

## Geographie
Der Albulapass verbindet Bergün/Bravuogn im Albulatal mit La Punt im Oberengadin. Über ihn verläuft die Wasserscheide Nordsee/Schwarzes Meer. Das Schild am Pass gibt eine Höhe von 2315 m ü. M. an, weil sich jedoch der Bezugspunkt für Höhenmessungen in der Schweiz geändert hat, ist nach dem aktuellen Messverfahren die geringere Höhenangabe korrekt.
Weil die schmale Strasse über den Pass nach dem Bau der Albulabahn, vor allem aber wegen der günstigeren Verhältnisse am Julierpass in verkehrstechnischer Hinsicht keine Bedeutung mehr hatte, wird sie jedes Jahr von November bis Juni wegen Lawinengefahr gesperrt. In der übrigen Zeit benutzen vor allem Touristen den Pass.

## Geschichte
Im Jahre 1695 finanzierten die Bürger des an der Strasse gelegenen Ortes Bergün/Bravuogn die Begradigung des schwierigsten Streckenabschnittes am Bergünerstein. Die Strasse musste dazu durch Sprengungen aus dem Felsen herausgearbeitet werden. Damit ist sie die erste Strasse, die mit Hilfe von Sprengstoffen in eine Felswand gesprengt wurde. Zuvor diente sie als Ausweichroute, wenn die Wege und Strassen der parallel verlaufenden Pässe über den Julier und Septimer ungangbar waren. Die kostspielige Investition sollte sich lohnen, der Verkehr über den Pass nahm in den folgenden Jahren zu und damit auch die Zollabgaben sowie die Entlöhnungen der Säumer.
Nach der Eröffnung der Albulabahn 1904 brach dieser Wirtschaftszweig weg. Die lokale Wirtschaft sattelte stattdessen auf den Tourismus um und erholte sich so relativ schnell. Dieser Wirtschaftszweig bestimmt seitdem das Geschehen am Albulapass.
Der Pass wird in etwa 1800 m Höhe vom 5865 m langen Albulatunnel der Rhätischen Bahn unterquert, dem höchstgelegenen Alpentunnel in einer solchen Länge.
Auf der Nordseite des Passes liegt die Alp Weissenstein, die als Forschungsstation der ETH Zürich dient.
Das Passgebiet liegt in einer hochalpinen Zone, wo selbst im Sommer manchmal mit Schneefällen zu rechnen ist. Die engen Strassenverhältnisse sind für grössere Fahrzeuge (u. a. für grössere Reisecars) ungeeignet und teilweise gesperrt. In den Wintermonaten wird der nördliche Teil der Strasse über den Albulapass zwischen Preda und Bergün/Bravuogn zu einer sechs Kilometer langen Schlittelbahn umfunktioniert. Die Höhendifferenz beträgt 400 Meter; eine Schlittenfahrt dauert bis zu 20 Minuten. Den Transport der Schlitten und der Fahrer übernimmt zwischen den beiden Stationen die Rhätische Bahn.
Gelegentlich führt eine Etappe der jährlich stattfindenden Tour de Suisse über den Pass, erstmals im Jahr 1983. Bei der Rundfahrt 2023 verunfallte der Schweizer Radsportler Gino Mäder bei der Abfahrt nach La Punt schwer, als er zu Fall kam und einen Abhang hinunterstürzte. Trotz schneller Wiederbelebung und Helikoptertransport ins Krankenhaus von Chur erlag Mäder am Folgetag seinen Verletzungen.
Der Autoverlad durch die Rhätische Bahn über den Pass wurde 2011 eingestellt.
Im Herbst 2018 zerstörte ein Orkan das Hospiz und einzelne Hochspannungsleitungen an exponierten Lagen.

## Bilder

Albulapass mit Piz Ela, historisches Luftbild von Werner Friedli (1954)
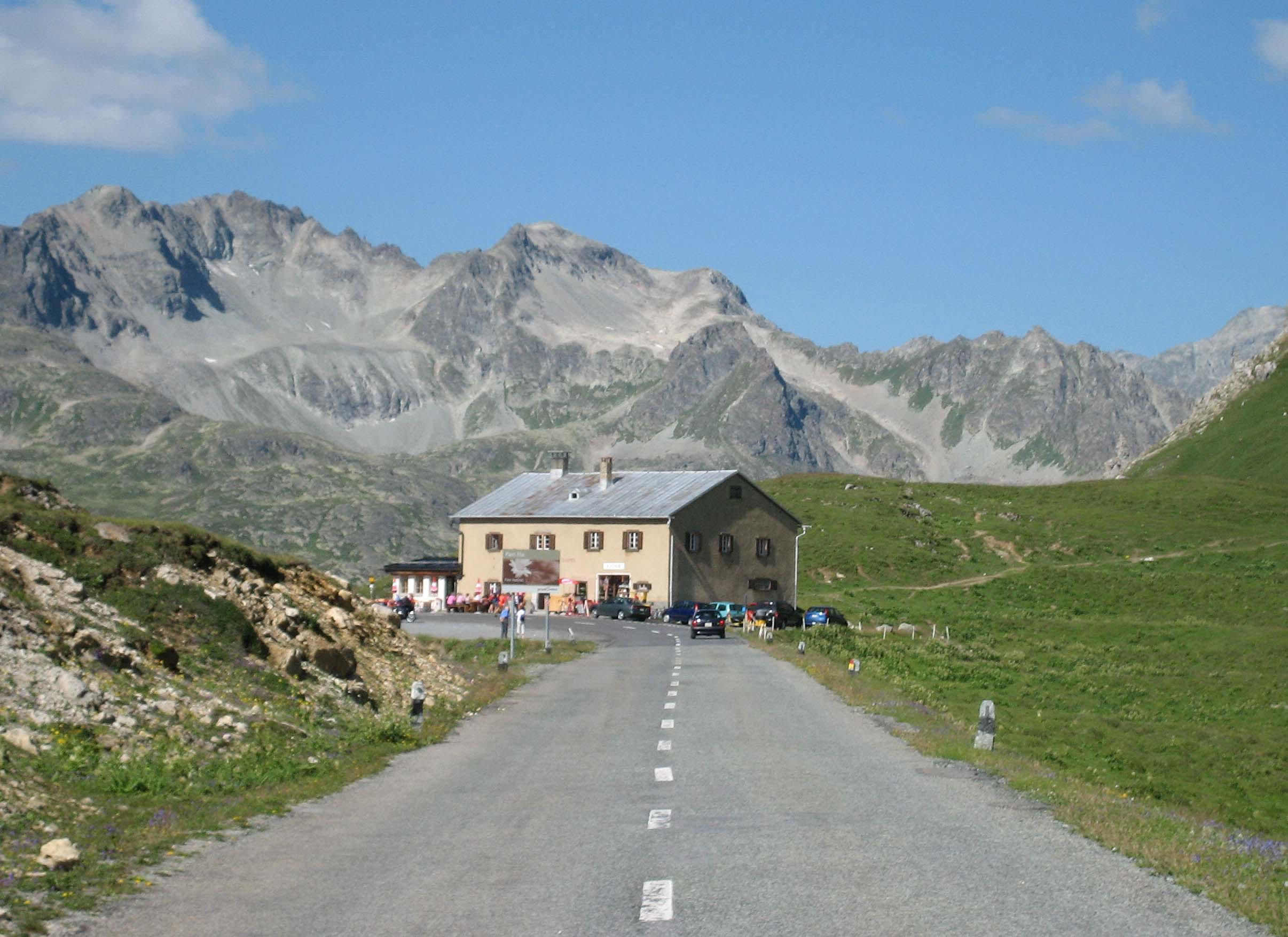
Hospiz Südseite
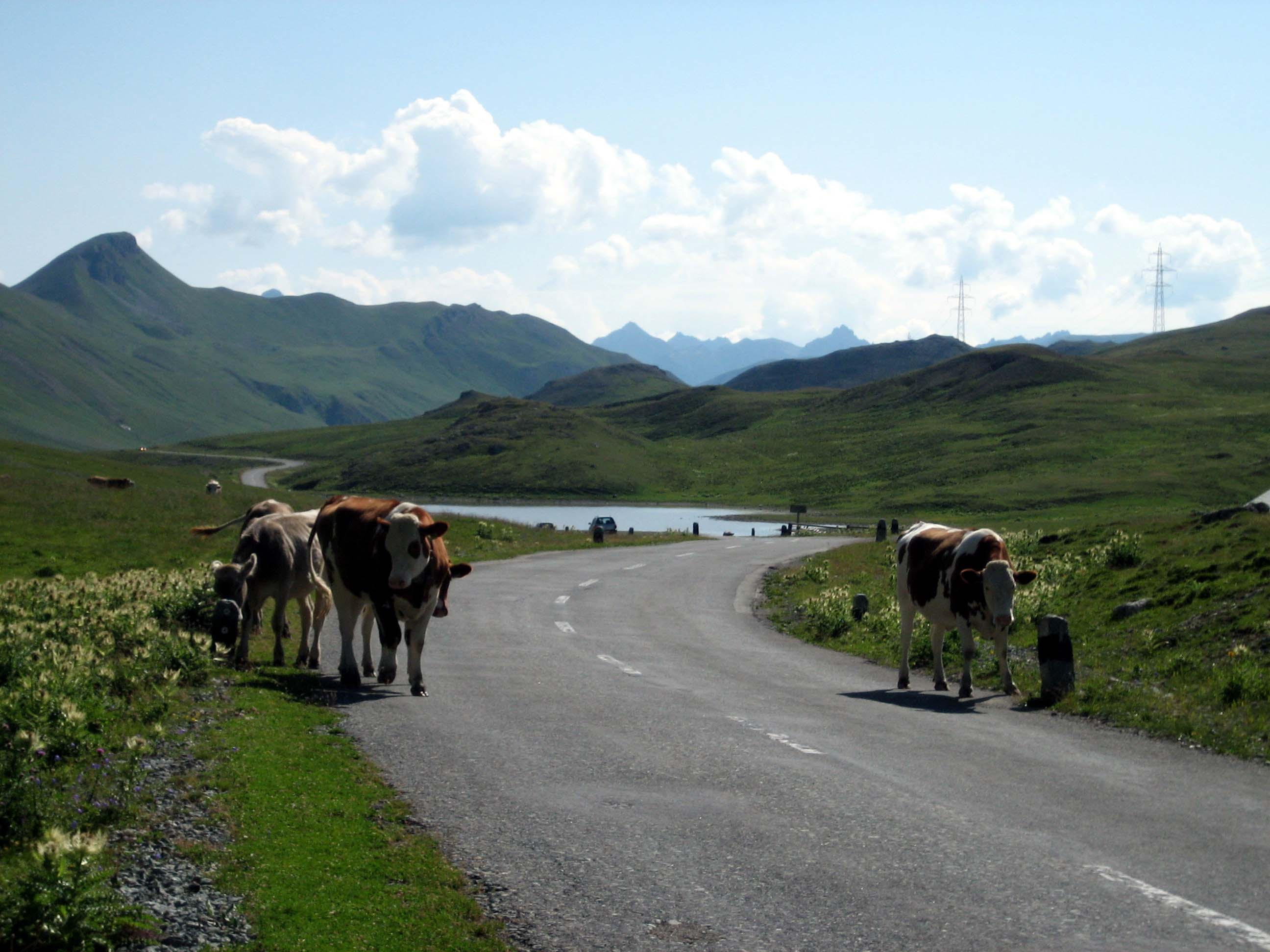
Auf der Passstrasse Richtung Süden